# Castello di Tripalle
Il castello di Tripalle era situato nell'attuale Tripalle (provincia di Pisa).

## Storia
Secondo le fonti pervenutaci il castello era ubicato sul punto più alto della località di Tripalle. Nel 1060, il castello venne allivellato a Lamberto, appartenente alla famiglia Orlandi. Nel 1153 risulta essere un possedimento della Primaziale di Pisa per poi passare in ordine cronologico agli Upezzinghi, ai Lanfranchi e infine ai Della Gherardesca che la vendettero alla Repubblica di Pisa.
Nel 1385, gli eredi di Bacarozzo della Gherardesca utilizzarono il castello contro la Repubblica di Pisa.